# Tareq Alaows

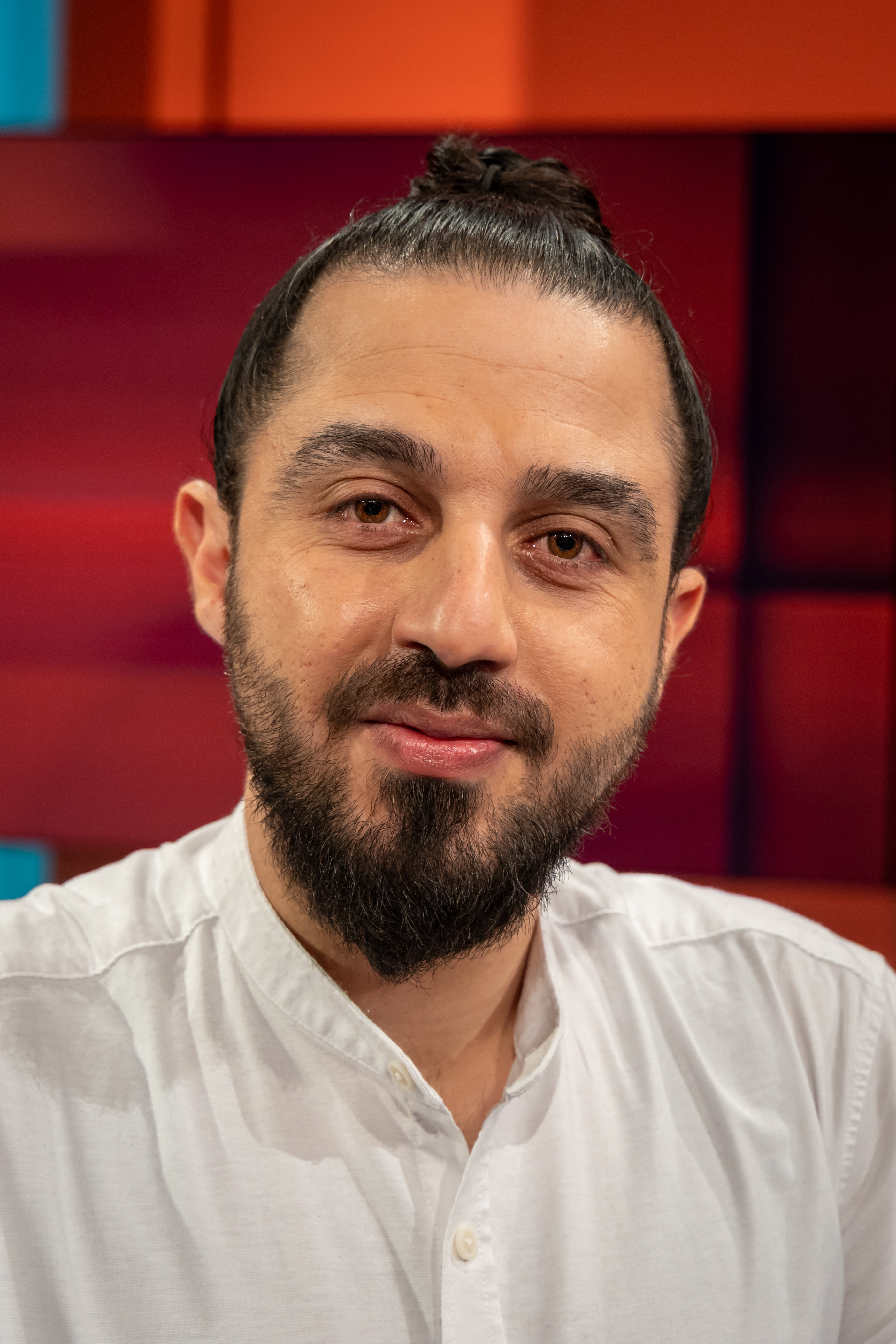
Tareq Alaows (2023)

Tareq Alaows (* um 1989 in Syrien) ist ein deutsch-syrischer Migrationsaktivist. Er ist flüchtlingspolitischer Sprecher und Referent für Kampagnen und Netzwerkarbeit der Menschenrechtsorganisation Pro Asyl sowie ehemaliges Mitglied der Partei Bündnis 90/Die Grünen.
Alaows wollte als erster aus Syrien Geflüchteter für die Bundestagswahl 2021 antreten; hierzu war er von Bündnis 90/Die Grünen als Kandidat für Oberhausen und in Dinslaken nominiert worden. Ende März 2021 gab Alaows bekannt, von seiner Kandidatur Abstand nehmen zu wollen. Als wichtigsten Grund hierfür nannte er eine „hohe Bedrohungslage für mich und vor allem für mir nahe stehende Menschen“.
Seine mögliche Kandidatur und sein Rückzug wurden medial intensiv rezipiert.

## Leben
Tareq Alaows stammt aus Damaskus. In Syrien studierte er islamisches Recht, ohne einen Abschluss zu erreichen. Er engagierte sich beim Roten Halbmond in der humanitären Hilfe in Kriegs- und Krisengebieten. 2015 floh er wegen seiner Einberufung zum Wehrdienst von Damaskus in den Libanon, von dort mit dem Flugzeug in die Türkei, weiter mit dem Schlauchboot nach Lesbos und zu Fuß über Athen entlang der Balkanroute nach Dortmund, wo er nach 2 Monaten eintraf.
Nach einigen Monaten in Deutschland wurde Alaows bei der selbstorganisierten Gruppe „Refugee Strike Bochum“ politisch aktiv. Er engagiert sich auch im Koordinierungskreis der internationalen Bewegung Seebrücke, die sich für die Rettung und Aufnahme von Geflüchteten einsetzt.
Alaows beantragte und erhielt 2021 die deutsche Staatsbürgerschaft, die eine Voraussetzung für eine Kandidatur zum Deutschen Bundestag ist.
Im Dezember 2023 trat Tareq Alaows mit anderen Geflüchteten aus der Partei Bündnis 90/Die Grünen aus.  Grund war das von der Partei mitgetragene  EU-Asylsystem GEAS.

## Bundestagskandidatur
Alaows wollte sich für das Direktmandat im Wahlkreis 117, Oberhausen-Wesel III, bewerben. Seine Partei nominierte ihn als gemeinsamen Kandidaten für Oberhausen und in Dinslaken. Alaows erhielt infolge seiner Ankündigung, sich für den Bundestag zu bewerben, immer wieder Drohungen, darunter anonyme Morddrohungen gegen seine in Syrien lebende Familie.
Als bekannt wurde, dass Alaows die Bewerbung für eine mögliche Bundestagskandidatur zurückziehen wollte, wurde umfassend darüber berichtet. Alaows äußerte sich wie folgt: „Die hohe Bedrohungslage für mich, und vor allem für mir nahestehende Menschen, ist der wichtigste Grund für die Rücknahme meiner Kandidatur.“
Nach Auskunft eines Parteisprechers hatte es anonyme Morddrohungen gegen die Familie des Politikers in Syrien gegeben. Alaows sprach auch von „massiven Rassismuserfahrungen“ während seiner Kandidatur. Andererseits habe er innerhalb und außerhalb seiner Partei aber auch viel Unterstützung bekommen.
Außenminister Heiko Maas äußerte in einem Tweet, die Notwendigkeit des Rückzugs von Alaows sei „erbärmlich für unsere Demokratie“. Fraktionsvorsitzende Katrin Göring-Eckardt sagte, der Vorgang sei „hochgradig beschämend für unsere demokratische Gesellschaft“. Zudem wurde der Hashtag #SolidaritätMitTareq populär.

## Pro Asyl
Tareq Alaows engagierte sich im Berliner Flüchtlingsrat und wurde 2022 Mitglied bei Pro Asyl. Dort ist er heute flüchtlingspolitischer Sprecher und Referent für Kampagnen und Netzwerkarbeit. Er vertritt Pro Asyl in der Öffentlichkeit und in flüchtlingspolitischen Bündnissen. Er engagiert sich dabei unter anderem für die politische Teilhabe von Ausländern, die ihren Lebensmittelpunkt in Deutschland haben. Er trat dabei auch in Talk-Sendungen wie auf der Couch (18. November 2022) oder hart aber fair (7. März 2023) auf.

## Kontroversen
In einem Interview mit dem Redaktionsnetzwerk Deutschland hatte Alaows gefordert, die Inschrift „Dem deutschen Volke“ am Reichstagsgebäude in „Für alle Menschen, die in Deutschland leben“ zu ändern. Diese Forderung zog er nach starker Kritik auf Twitter zurück.